# Ängelholms Fotbollförening
L'Ängelholms Fotbollförening (meglio noto come Ängelholms FF o semplicemente Ängelholm) è una società calcistica svedese con sede nella città di Ängelholm.

## Storia
La squadra è il risultato della fusione di due club, l'Ängelholms IF (fondato nel 1905) e lo Skörpinge GIF (fondato nel 1950), che diedero vita all'Ängelholms FF nel 1976.
La prima presenza in seconda serie nazionale risale al 2002, ma la discesa in terza serie è stata immediata. Il ritorno in Superettan è avvenuto nel 2008, quando i gialloblù hanno chiuso al 5º posto. Nel 2011 l'Ängelholm si era qualificato per gli spareggi-promozione grazie al 3º posto in classifica, riuscendo anche a vincere la gara di andata per 2-1 contro il Syrianska, ma la storica promozione in Allsvenskan è sfumata con la sconfitta per 3-1 nella gara di ritorno.
La striscia di partecipazioni consecutive al campionato di Superettan si è chiusa nel 2016, quando una grave crisi finanziaria ha portato la squadra sull'orlo della bancarotta a stagione in corso. I gialloblù sono riusciti a terminare l'annata e a iscriversi al successivo campionato di Division 1, essendosi assicurati abbastanza soldi da poter sopravvivere. Un'ulteriore retrocessione è giunta al termine del campionato di Division 1 2018, che ha decretato la discesa in quarta serie.

## Palmarès

### Competizioni nazionali
- Division 2: 1

2001
- Division 1 Södra

Secondo posto: 2007

### Numeri ritirati
12 -  Daniel Johansson, difensore (1996–2009)